# Alexander Sánchez (cyclisme)
Pour les articles homonymes, voir Alexander Sánchez (homonymie) et Calderón.
Alexander Sánchez Calderón, né le 22 janvier 1983, est un coureur cycliste costaricien. Il fut champion du Costa Rica sur route en 2008.

## Palmarès
- 2008
  -  Champion du Costa Rica sur route
  - 6e étape de la Vuelta de Higuito
- 2009
  - 1re étape du Tour du Costa Rica (contre-la-montre par équipes)
- 2013
  - 4e étape de la Vuelta a Chiriquí (contre-la-montre par équipes)
  - 3e du championnat du Costa Rica sur route

## Classements mondiaux
| Année            | 2008 | 2009 | 2010 | 2011 | 2012 | 2013 |
| ---------------- | ---- | ---- | ---- | ---- | ---- | ---- |
| UCI America Tour | 83e  | 297e | 360e |      |      | 156e |